# جيليزنودوروجني

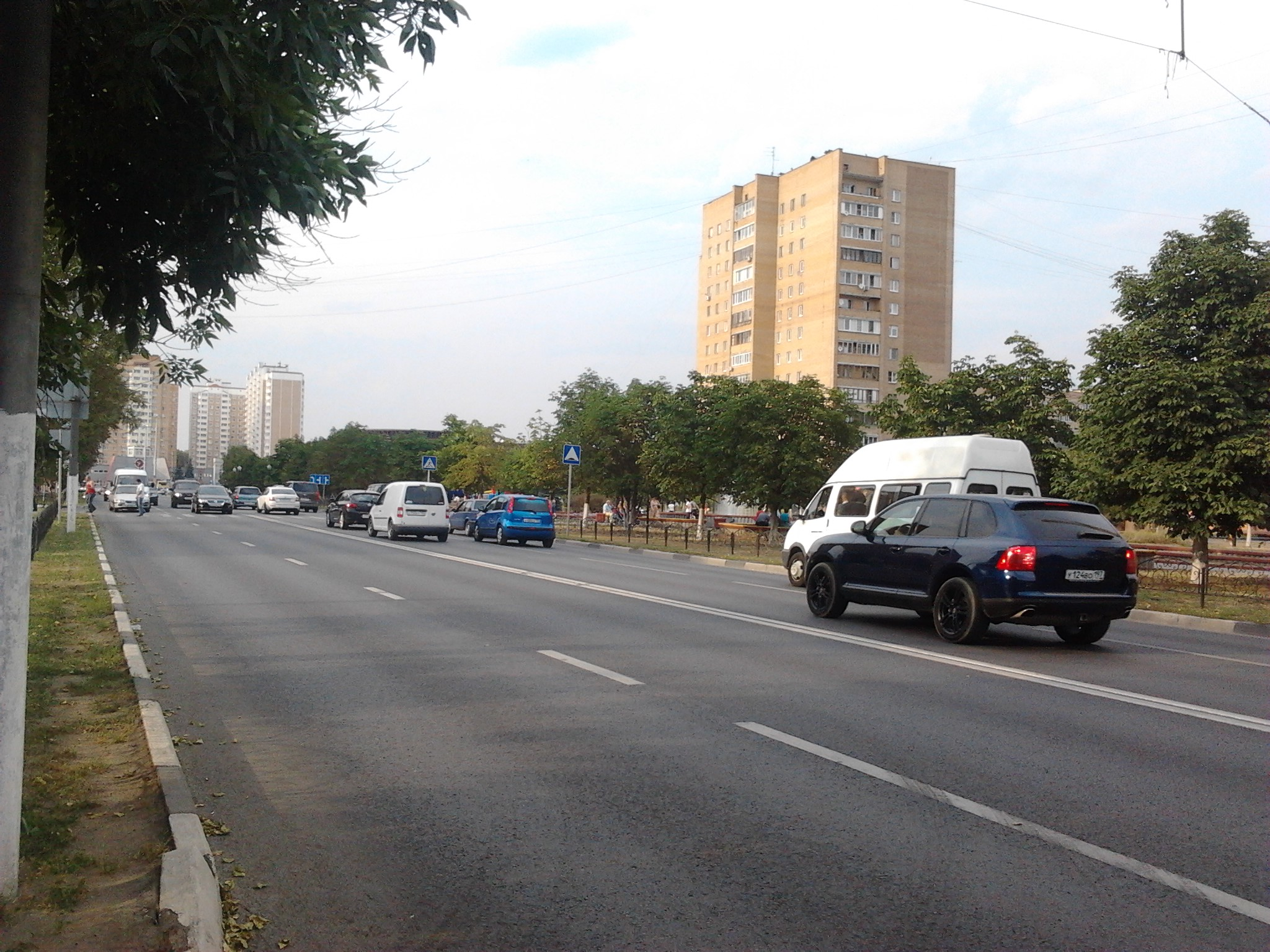
جيليزنودوروجني

جيليزنودوروجني (بالروسية: Железнодорожный) هي إحدى مدن روسيا في الكيان الفدرالي الروسي موسكو أوبلاست.

## أعلام
- فاسيلي أرخيبوف